# Rondeletia anguillensis
Rondeletia anguillensis är en måreväxtart som beskrevs av Howard och Albert Kellogg. Rondeletia anguillensis ingår i släktet Rondeletia och familjen måreväxter. Inga underarter finns listade i Catalogue of Life.